# Union des jeunes communistes (Cuba)
Pour les articles homonymes, voir Union des jeunes communistes.
 (février 2017).
Le contenu est difficilement compréhensible vu les erreurs de traduction, qui sont peut-être dues à l'utilisation d'un logiciel de traduction automatique.
L'Union des jeunes communistes (Unión de Jóvenes Comunistas ou UJC) est l'organisation destinée à la jeunesse du Parti Communiste de Cuba. L'adhésion à l'organisation est volontaire et sélective, ouverte aux jeunes cubains d'âge compris entre 15 et 30 ans. Dans le cas des jeunes de 15 ans, seuls ceux démontrant une conduite exceptionnelle dans leurs études, leur travail, et leur développement personnel en tant qu'étudiant sont admis. En 2006, l'UJC comptait plus de 600 000 militants. L'Union de Jeunes Communistes maintient des relations avec 218 organisations du monde entier, est affiliée à la Fédération mondiale de la jeunesse démocratique (FMJD), et participe également à 14 autres organisations internationales. 
L'UJC publie le journal Juventud Rebelde, son organe de presse.

## Histoire
En 1928, le premier Parti Communiste du Cuba créa la Ligue Juvénile Communiste, qui existerait pendant peu de plus 5 ans. Fin 1944, la Juventud Socialista fut créée par initiative du Parti Socialiste Populaire. Après la révolution cubaine, Che Guevara créa l'Association des Jeunes Rebelles, qui fusionna avec la Juventud Socialista en 1960.
Le 4 avril 1962, pendant le premier congrès de la nouvelle organisation unifiée et par suggestion de Fidel Castro, fut adopté le nom d'Union des Jeunes Communistes. 
L'UJC promeut différents programmes à l'attention de la jeunesse cubaine, tels que le Club des Jeunes d'Informatique et d’Électronique, le Camp Populaire, le Mouvement de la Jeunesse Martienne, les Jeunes Brigades Techniques, les Brigades des Instructeurs d'Art, les Travailleurs Sociaux et dirige également les campagnes d'été dans le pays. L'organisation conseille des organisations comme la Fédération des Étudiants de l'Enseignement Secondaire (FEEM), la Fédération des étudiants universitaires (FEU) et l'Organisation de Pionniers José Martí (OPJM).
C'est l'organisation politique de la jeunesse cubaine. L'adhésion est volontaire et sélective. L'organisation est destinée à toute la population jeune du pays. Son principal objectif est la formation intégrale des nouvelles générations.
L'organisation est structurée dans tout le pays, et pour diriger les travaux entre congrès elle comporte un Comité National et un Bureau National, ce dernier comptant 26 personnes. L'organisation a été fondée le 4 avril 1962.
L'Union de Jeunes Communistes maintient des relations avec 218 organisations de différentes parties du monde et est affiliée à la Fédération Mondiale de Jeunesses Démocratiques; elle a à son tour développé des liens avec autres 14 organisations internationales.

## Emblème de l'UJC
L'emblème de l'UJC a été exposé pour la première fois sur le podium utilisé par le commandant en chef Fidel Castro lors de la session de clôture du premier Congrès de l'UJC, le 4 avril 1962, où il a été proposé, et accepté à l'unanimité par les délégués - l'organisation a également adopté son nom. Dans son numéro du 19 octobre 1964, le magazine Mella, qui était l'organe officiel de l'Association des jeunes rebelles (AJR), précurseur de l'UJC, a rappelé le contexte dans lequel est apparu le logo en 1962, et qui identifie depuis l'organisation.

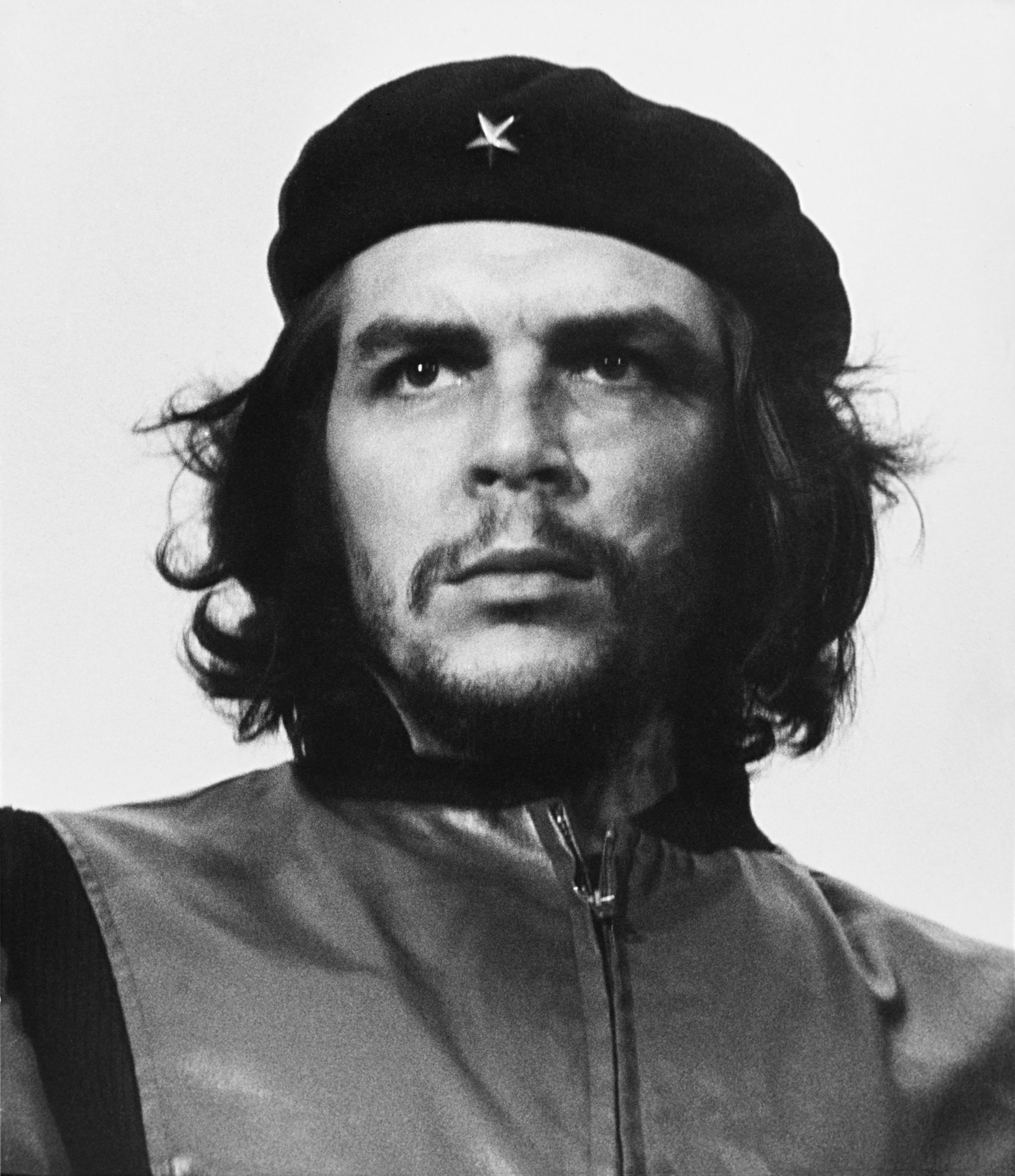
Le logo de l'UJC il a été incorporé à l'image d'Ernesto Che Guevara après sa mort en 1967

Un concours national avait été organisé afin de concevoir le logo, mais il n'avait pas permis d'obtenir le résultat souhaité. La tâche a ensuite été confiée à Virgilio Martinez, le directeur artistique du magazine, qui venait de la Jeunesse socialiste et avait combattu contre Batista comme dessinateur. Luis et Marcos Behmaras, avaient créé le chien Pucho, un animal de compagnie que les jeunes s'étaient approprié.
Dès les premiers instants, la grande responsabilité de créer un emblème qui reflétait les aspirations de l'organisation de jeunesse était présente. Un autre aspect qui a été pris en compte est le style artistique à utiliser; il devait non seulement contextualiser, mais également prévoir la poursuite du développement des arts visuels afin de ne pas se retrouver en dehors du temps, l'organisation a donc opté pour une variante de conception classique. Dans l'idéologie, une source d'inspiration a été le discours prononcé le 21 octobre 1960 par le Dr. Osvaldo Dorticos Torrado, alors président de la République qui, inaugurant officiellement la première session plénière nationale de l'AJR, avait dit aux délégués:
« L'avenir du pays vous appartient; étudier, se battre, se battre. Les études, le travail et le fusil, Cuba jeunes rebelles. »
L'AJR a utilisé ces trois mots comme slogan et sur son drapeau. La nouvelle conception a été faite à partir du logo de la jeunesse socialiste populaire, qui avait comme paradigme Mella, et un fond d'étoile rouge. Il a été incorporé dans les trois drapeaux blancs, bleus et verts de l'AJR : étude, travail et fusil. Les couleurs étaient en harmonie avec le drapeau national et l'uniforme vert olive de l'armée rebelle; le rouge représentait le caractère de l'organisation et sa position idéologique. Dans cette première version figure, en plus du visage de Julio Antonio Mella, Camilo Cienfuegos apparaît. Les deux symbolisent la continuité historique des luttes révolutionnaires de la jeunesse. Le logo a été gardé jusqu'en octobre 1967, quand le commandant Ernesto Guevara est mort en Bolivie. Il a alors été décidé d'ajouter l'image du Che, qui, lors du deuxième anniversaire de l'organisation, avait déclaré:
« L'UJC doit être définie avec un seul mot: l'avant-garde. (...) Le jeune communiste ne peut pas être limité par les frontières d'un territoire: le jeune communiste doit pratiquer l'internationalisme prolétarien et se sentir comme une chose elle-même. »

## Structure et adhésion
L'Union des Jeunes Communistes établit dans ses statuts approuvés en 2004 pendant son VIIIe congrès, que l'organisation est structurée de la façon suivante :
Congrès
Il se réunit tous les 4 ans, avec la participation de délégués de tout Cuba, y compris de la municipalité spéciale de l'Isla de la Juventud. Il désigne le Comité national, le Bureau national et établit les statuts et le règlement intérieur.
Bureau National
Il est présidé par un Premier Secrétaire, et se compose de 10 à 15 membres. Il est l'instance dirigeante de l'organisation lorsque le Comité national ne se réunit pas. Il y a un bureau provincial et un bureau municipal dans chaque province et municipalité.
Comité national
Il se réunit deux fois par an au niveau national, trois fois par an dans les provinces et jusqu'à quatre fois dans les communes. Il est chargé de la gestion de l'organisation pendant la phase inter-congrès. Des comités provinciaux sont établis dans les provinces et des comités municipaux dans les municipalités.

## Premiers secrétaires de l'UJC
- Joel Iglesias Leyva (1962-1966), n'a pas eu des charges politiques depuis. Il est mort en 2011.
- Jaime Crombet Hernández-Baquero (1966-1972), est devenu Vice-président de l'Assemblée nationale de 1993 à 2012. Il est mort en 2013.
- Luis Orlando Domínguez Muñiz (1972-1982), a été condamné à 20 ans de prison pour corruption et complot en 1987.
- Carlos Lage Dávila (1982-1986), est devenu Vice-président du Cuba de 1993 à 2009, et a été destitué pour conspiration.
- Roberto Robaina González (1986-1993), est devenu Chancelier du Cuba de 1993 à 1999, et a été destitué pour corruption et conspiration. Il actuellement est peintre et chef d'entreprise de gastronomie.
- Juan Contino Aslán (1993-1994), est devenu Président du gouvernement provincial de Ville de La Habana (La Havane) de 2003 à 2011.
- Victoria Velázquez (1994-1997), a été destituée de cette charge en 1997 pour corruption.
- Otto Rivero Torres (1997-2004), est devenu Vice-président du Gouvernement entre 2004 et 2009, a été destitué pour corruption et conspiration.
- Julio Martínez Ramírez (2004-2009), a été élu membre du Comité Provincial du PCC à La Havane.
- Liudmila Álamo Dueñas (2009-2012), ne spécifie pas son occupation professionnelle.
- Yuniasky Crespo Vaquero (2012-2016), (2012-2016), sera promue comme fonctionnaire du PCC.
- Sucely Morfa González (2016)
- Diosvany Acosta (2019)
- Aylin Álvarez